# 水曜深夜はPSパチとも!いいじゃんか!
『水曜深夜はPSパチとも!いいじゃんか!』（すいようしんやはピーエスパチとも いいじゃんか）は、2013年5月2日から9月26日までテレビ東京で放送されていたパチンコをテーマにした深夜バラエティ番組。

## 番組概要
出演者とゲスト（パチともファミリー）が力を合わせ約半年間で出玉30万発（パチスロは1枚5発換算）を目指し目標を達すると出玉順位上位2名がラスベガスに行ける。勝負ホール周辺をゲストとともに街ブラするコーナー等がある。制限時間は90分、毎回トップ出玉を景品と交換し視聴者プレゼント。

## 出演者
- 椿鬼奴(MC)
- レイザーラモンRG(進行)
- Rio(アシスタント)

## コーナー
- Rioと学ぼう パチとも!講座
- 今週のハイライト

## 各回リスト
| 回数 | 放送日        | パチともファミリー               | サポートライター | 実践台                               | ホール                                     | 街ブラ対象                                    |
| ---- | ------------- | -------------------------------- | ---------------- | ------------------------------------ | ------------------------------------------ | --------------------------------------------- |
| 1    | 2013年 5月2日 | ハイキングウォーキング           | ヒラヤマン       | フィーバー機動戦士ガンダム           | ジャンジャン高島平駅前店                   | 新高島平「あぺたいと」テラ両面焼きそば        |
| 2    | 5月9日        | ハイキングウォーキング           | ヒラヤマン       | ぱちんこウルトラマンタロウ暗黒の逆襲 | ジャンジャン高島平駅前店                   | 高島平「ダンス用品ヘインレイツ」              |
| 3    | 5月16日       | 木口亜矢、ソンミ                 | 嵐               | 鬼浜爆走紅蓮隊-友情挽歌編            | ジャンジャンデルノザウルス伊勢崎東店       | 伊勢崎市小泉稲荷神社                          |
| 4    | 5月23日       | 木口亜矢、ソンミ                 | 嵐               | ジャグラーガールズ                   | ジャンジャンデルノザウルス伊勢崎東店       | トレーニングジム「タイチーいせさき」          |
| 5    | 5月30日       | スリムクラブ                     | しおねえ         | CRゲゲゲの鬼太郎 地獄からの使者      | ジャンジャンデルノザウルス久喜インター店   | 久喜市「しょうぶポピーまつり2013」            |
| 6    | 6月6日        | スリムクラブ                     | NBえーじ         | 鬼浜爆走紅蓮隊-友情挽歌編            | ジャンジャンデルノザウルス久喜インター店   | 久喜市ボリビア家庭料理「TUCAN」               |
| 7    | 6月13日       | おかもとまり、赤プル             | しおねえ         | CR牙狼FINAL                          | ジャンジャンデルノザウルス千葉北インター店 | 八千代市「あるまぼろし堂」                    |
| 8    | 6月20日       | おかもとまり、赤プル             | しおねえ         | CRデラックス海物語                   | ジャンジャンデルノザウルス千葉北インター店 | 八千代市「ケーキ&カフェEcrin」                |
| 9    | 6月27日       | フルーツポンチ                   | ヒラヤマン       | CRぱちんこクロユリ団地               | ジャンジャンデルノザウルス取手店           | 取手市「太極緑」                              |
| 10   | 7月4日        | フルーツポンチ                   | マコト           | パチスロ北斗の拳 転生の章            | ジャンジャンデルノザウルス取手店           | 取手市「ハンバーガーショップ ビックスマイル」 |
| 11   | 7月11日       | 希志あいの、かすみ果穂           | しおねえ         | CR牙狼FINAL-XX                       | ジャンジャンデルノザウルス今市店           | 日光市「とりっくあーとぴあ日光」              |
| 12   | 7月18日       | 希志あいの、かすみ果穂           | 嵐               | パチスロ北斗の拳 転生の章            | ジャンジャンデルノザウルス今市店           | 日光市「湯沢屋」                              |
| 13   | 7月25日       | パンクブーブー(佐藤哲夫、黒瀬純) | 青山りょう       | CRスーパー海物語IN沖縄3HME           | ジャンジャンデルノザウルス竜ヶ崎店         | 龍ヶ崎市「高橋肉店」                          |
| 14   | 8月1日        | パンクブーブー(佐藤哲夫、黒瀬純) | 青山りょう       | CRスーパー海物語IN沖縄3HME           | ジャンジャンデルノザウルス竜ヶ崎店         | 龍ヶ崎市「フランス創作菓子アルドゥール」      |

## 各回出玉ランキング
| 回数 | 放送日        | 1                  | 2               | 3               | 4                 | 圏外             |
| ---- | ------------- | ------------------ | --------------- | --------------- | ----------------- | ---------------- |
| 1    | 2013年 5月2日 | Rio、1942発        | -               | -               | -                 | 椿、Q太郎、松田  |
| 2    | 5月9日        | 椿、3,314発        | -               | -               | -                 | Rio、Q太郎、松田 |
| 3    | 5月16日       | 椿、1,550枚        | Rio、1,307枚    | 木口、622枚     | ソンミ、185枚     | -                |
| 4    | 5月23日       | 木口、2,473枚      | 椿、1,973枚     | Rio、1,751枚    | ソンミ、1,635枚   | -                |
| 5    | 5月30日       | 椿、5,713発        | 内間、974発     | -               | -                 | Rio、真栄田      |
| 6    | 6月6日        | 椿、637枚          | 真栄田、323枚   | Rio、110枚      | 内間、105枚       |                  |
| 7    | 6月13日       | Rio、16,276発      | 赤プル、9,318発 | 椿、3,845発     | おかもと、1,392発 |                  |
| 8    | 6月20日       | おかもと、11,210発 | 赤プル、1,639発 | Rio、1,509発    | -                 | 椿               |
| 9    | 6月27日       | 椿、2,637発        | -               | -               | -                 | Rio、亘、村上    |
| 10   | 7月4日        | 椿、872枚          | 村上、849枚     | 亘、641枚       | Rio、524枚        | -                |
| 11   | 7月11日       | Rio、7,354発       | 希志、1,728発   | かすみ、1,522発 | -                 | 椿               |
| 12   | 7月18日       | 椿、1,397枚        | 希志、1,106枚   | かすみ、843枚   | Rio、710枚        | -                |
| 13   | 7月25日       | 佐藤、15,425発     | Rio、13,832発   | 椿、12,121発    | 黒瀬、1,493発     | -                |
| 14   | 8月1日        | 佐藤、4,561発      | Rio、3,296発    | 黒瀬、1,528発   | 椿、1,455発       | -                |

## EDテーマ
Kanako.s「オレンジ」(5月2日 - )CHIHIRO「告白」(7月4日 - )

## スタッフ
- ナレーション:山中まどか
- 構成:清隼一郎、パジャマとりや、関口正晃
- カメラ:馬戸秀和、角田貴志、矢野英浩、西田聡
- 音声:飛田尚吾、小田典考、柴崎明成、石井満里子
- 照明:鈴木暁久、大泉悟、白川大輔
- 編集:横山良一
- MA:服部大介
- 音効:河手康良
- メイク:たかはしさちこ、一山あい子、谷口あゆみ
- 技術協力:株式会社雅邦、株式会社黒澤フィルムスタジオ、株式会社ザ・チューブ
- デスク:福田和美
- 演出補:前泊佑樹
- ディレクター:近野正孝、佐久間充
- チーフディレクター:若菜久利、小林稔
- 演出:青山海太
- プロデューサー:武石英三、田中裕樹、青木勇人、城下拓也、柳生昌也、森俊和
- 制作協力:吉本興業、Smile oN
- 製作:テレビ東京、PROTX

| テレビ東京 水曜深夜（木曜未明）2:05 - 2:35                    | テレビ東京 水曜深夜（木曜未明）2:05 - 2:35               | テレビ東京 水曜深夜（木曜未明）2:05 - 2:35 |
| 前番組                                                        | 番組名                                                   | 次番組                                     |
| ------------------------------------------------------------- | -------------------------------------------------------- | ------------------------------------------ |
| そうだ旅（どっか）に行こう。 予習復習スペシャル （2013.4.24） | 水曜深夜はPSパチとも！いいじゃんか！ （2013.5.2 - 9.26） | 指原の乱 （2013.10.9 - 2014.3.26）         |